# Auridius sandaraca
Auridius sandaraca är en insektsart som beskrevs av Hamilton 1999. Auridius sandaraca ingår i släktet Auridius och familjen dvärgstritar. Inga underarter finns listade i Catalogue of Life.